# Merulaxis
Merulaxis es un género de aves paseriformes perteneciente a la familia Rhinocryptidae, que agrupa a dos especies endémicas de la Mata Atlántica de la costa sureste de Brasil, donde se distribuyen desde Bahía hasta Paraná. A sus miembros se les conoce por el nombre común de macuquiños o gallitos.

## Etimología
El nombre genérico masculino «Merulaxis» es una combinación de los géneros Merula Leach, 1816: pájaro negro; y Synallaxis Vieillot, 1816: colaespina, pijuí.

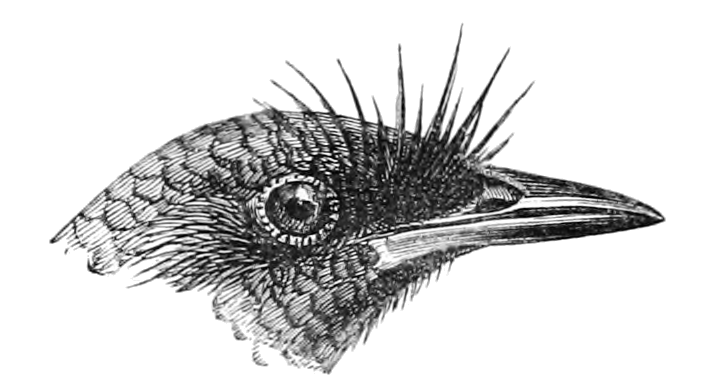
Detalle del pico y cerdas frontales, ilustración para Catalogue of the birds in the British Museum, 1881.

## Características
Las dos especies de este género son de tamaño mediano, miden entre 18,5 y 19,5 cm de longitud, y se caracterizan por las rígidas cerdas erizadas que emergen de su frente y pico, em ambos sexos y sus largas colas. Los machos son mayormente de color pizarra, mientras las hembras son más parduzcas. Son encontrados en el suelo o cerca, en el interior de bosques húmedos, donde andan solitarios o, con más frecuencia en pares, caminando y hurgando, generalmente en la vegetación densa o alrededor de piedras; no muestran afinidad con bambuzales. Son más oídos que vistos, su canto encantador y poderoso es una serie en cascada de ricas notas musicales.

## Lista de especies
Según las clasificaciones del Congreso Ornitológico Internacional (IOC) y Clements Checklist v.2015, el género agrupa a las siguientes especies con el respectivo nombre popular de acuerdo con la Sociedad Española de Ornitología (SEO):
| Imagen | Nombre científico     | Autor        | Nombre común            | EC (*) |
| ------ | --------------------- | ------------ | ----------------------- | ------ |
|        | Merulaxis ater        | Lesson, 1831 | macuquiño negro         | NT     |
|        | Merulaxis stresemanni | Sick, 1960   | macuquiño de Stresemann | CR     |

(*) Estado de conservación

## Taxonomía
Los estudios de genética molecular de Ericson et al., 2010 confirman la monofilia de la familia Rhinocryptidae y sugieren la existencia de dos grandes grupos dentro de la misma, de forma muy general, el formado por las especies de mayor tamaño, y el integrado por las especies menores, al que pertenece el presente género. Ohlson et al. 2013 proponen la división de la familia en dos subfamilias. El presente género pertenece a una subfamilia Scytalopodinae J. Müller, 1846, junto a Eugralla, Myornis, Eleoscytalopus y Scytalopus.